# تيناوية
التيناوية (الاسم العلمي:Ficeae) هي قبيلة من النباتات تتبع الفصيلة التوتية من رتبة الورديات.

## أجناس التيناوية
- التين